# Oppidum de l'Escourillon

L'oppidum de l'Escourillon est un petit site archéologique situé sur le sommet du même nom dans la commune de Martigues. Découvert en 1918 par Stanilas Clastrier, il date du VIe et Ve siècle av. J.-C..

## Présentation
Cet ancien village probablement avatique est situé au sommet du plus haut piton rocheux de cette partie de la chaîne de la Nerthe et cerné de grandes falaises. L'habitat, en terrasse, était situé sur ce sommet sur une petite surface estimée entre 2 000 et 3 000 m². L'accès au village se faisait par une pente très raide située à l'ouest du piton. Un rempart, dont il reste aujourd'hui des vestiges hauts de 80 cm pour 1,75 m de large, protégeait cette voie d'entrée. Dans l'ensemble, les vestiges de l'Escourillon sont peu connus faute de fouilles. 